# Jean-Alfred Fournier
Pour les articles homonymes, voir Fournier et Fournier (nom de famille).
Jean-Alfred Fournier, né le 12 mars 1832 à Paris (ancien 2e) et mort le 23 décembre 1914 à Paris 8e, est un dermatologue et professeur français spécialisé en vénérologie, notamment de la neurosyphilis. Il a laissé son nom entre autres à la gangrène de Fournier.
Partisan d'une théorie erronée, celle de « l'hérédosyphilis », il est aussi le dirigeant-fondateur de la lutte anti-vénérienne (contre la syphilis et autres infections sexuellement transmissibles), en suscitant de nombreux émules à l'étranger.

## Biographie

### Origine et formation
Fils de Vincent Fournier et Anaïs Élisa Dumas, Jean-Alfred Fournier commence ses études classiques à l'institution Jauffret de Paris. Il les poursuit ensuite en médecine, devenant externe en 1854, puis interne en 1855 dans le service des vénériens à l'hôpital du Midi sous la direction de Philippe Ricord. Durant son externat, il fréquente la salle de dissection de l'école des beaux-arts de Paris et rencontre l'artiste Charles-Désiré Rambert.
Fournier se spécialise très tôt dans les maladies sexuellement transmissibles, notamment le chancre mou, la gonorrhée et la syphilis. En 1860, il est docteur en médecine et agrégé en 1863.

### Carrière
En 1867, il est médecin des hôpitaux, successivement attaché à l'Hôtel-Dieu de Paris puis à Lourcine (1868-1876) dont il devient médecin-chef, et enfin à l'hôpital Saint-Louis jusqu'en 1880.
Il travaille notamment avec Augustin Grisolle, dont il est le suppléant en 1867. En 1877, il est nommé professeur de clinique des maladies syphilitiques, et en 1879, une nouvelle chaire est créée pour lui à Saint-Louis : celle de clinique des maladies syphilitiques et cutanées où il enseigne jusqu'en 1900.
Il obtient le titre de professeur honoraire en 1902.
Son fils est Edmond Fournier (1864-?), médecin, chevalier de la Légion d'honneur et qui publia des leçons de son père, en étant lui aussi auteur d'ouvrages sur la syphilis.

## Travaux

### Syphilis et maladies vénériennes

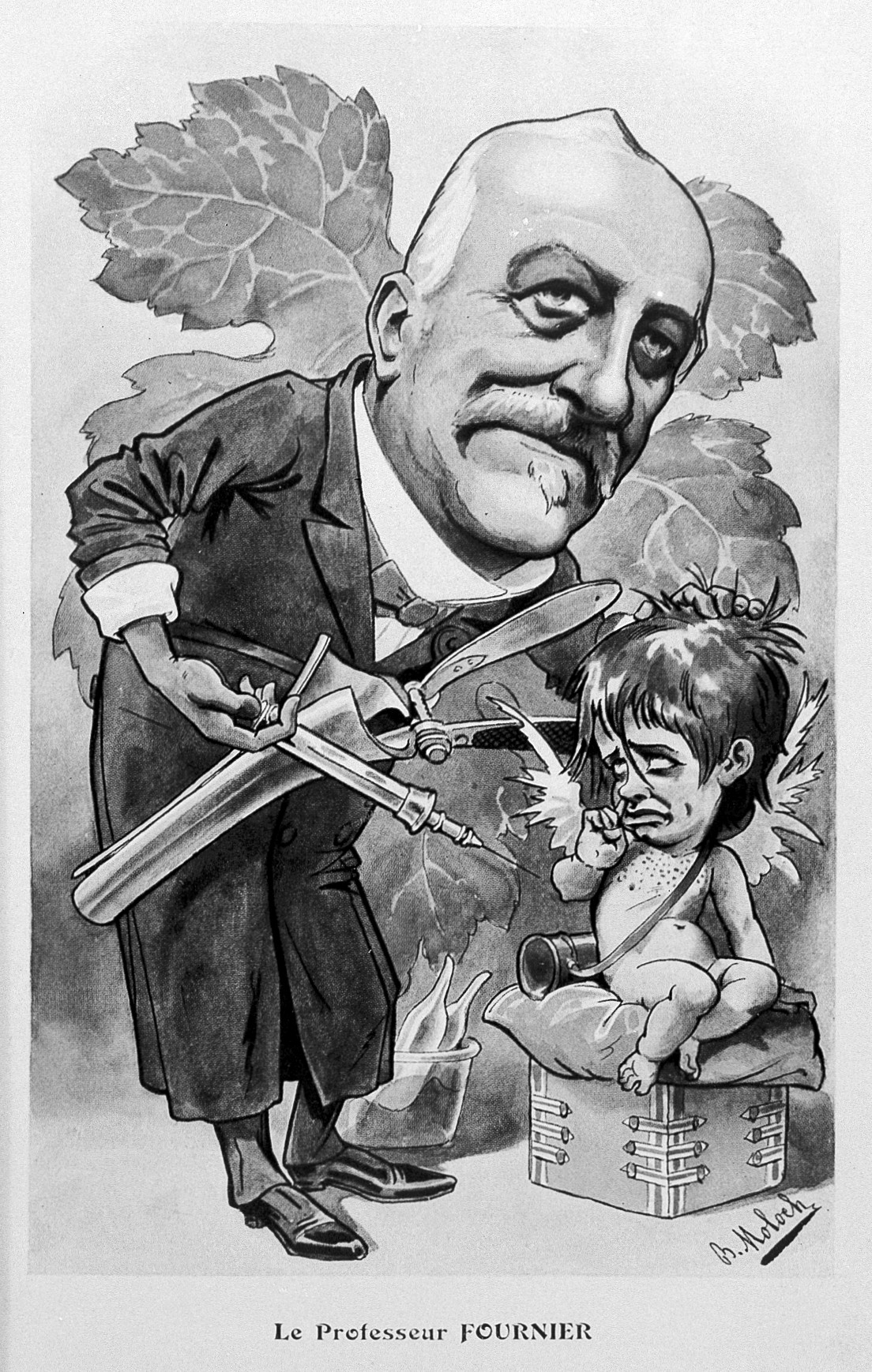
Devant une feuille de vigne en arrière-plan, le professeur Fournier, spéculum en bandoulière et seringue à la main, se penche vers un Cupidon déchu, hérédosyphilitique. Caricature de Hector Moloch publiée dans la revue Chanteclair 1908.

Alfred Fournier consacre l'étude de la syphilis comme une véritable branche de la médecine, avec l'officialisation des termes « syphiligraphie » et « syphiligraphe ». Léon Daudet le juge ainsi « courtois, fermé, d'aspect très simple, ç'a été le premier syphiligraphe de son temps et probablement de tous les temps » (Devant la douleur, 1915).
Sa principale contribution fut d'être le premier à identifier l'origine syphilitique du tabès (1876) et de la paralysie générale à partir de 1879, affections qu'il nomme « parasyphilis ». Ceci ne sera pleinement accepté qu'à partir de 1913, et regroupé plus tard sous le terme « neurosyphilis » . En 1883, il décrit aussi la syphilis congénitale (transmission de la mère infectée à son fœtus).
Cependant, il continue de défendre l'idée, aujourd'hui erronée, de la transmission héréditaire de la syphilis (dont celle par le père, la mère restant indemne mais « imprégnée »), idée qui datait du XVIe siècle. Il élabore ainsi le concept erroné « d'hérédosyphilis ». Cette syphilis héréditaire tardive n'est décelable que sur des stigmates dystrophiques (lésions du pavillon de l'oreille, de la peau, de la bouche et des dents...) ou « signes de Fournier ». Il fait de cette syphilis héréditaire une cause de dégénérescence de l'espèce humaine, un danger physique et intellectuel,.
Son Traité de la syphilis (1898-1901) en trois tomes a été considéré comme un « monument clinique définitif ».
Son plus grand succès international reste Syphilis et mariage (1880) avec deux éditions françaises et traductions en six langues. Aux États-Unis, une traduction est faite en 1881 par Prince Albert Morrow, un jeune dermatologue américain alors en voyage d'études en Europe. En 1904, Morrow publiera lui-même un Social Diseases and Marriage (1904), une source d'inspiration des lois eugénistes américaines sur le mariage et les politiques d'immigration.
Fournier fait de l'hôpital Saint-Louis, un haut lieu de la médecine internationale, lorsque se tient en 1889, le premier congrès international de dermatologie et de syphiligraphie.
La syphilis, avec l'alcoolisme et la tuberculose, constituaient selon Fournier, « la triade des pestes contemporaines ». Il était aussi convaincu que l'onanisme était la principale cause de l'épilepsie.

### Lutte sociale contre la syphilis
En 1886, l'Académie de médecine adopte les conclusions de Fournier sur son programme de lutte contre la syphilis, dont il n'existe aucun traitement pour en contrecarrer l'évolution et les conséquences. Selon Fournier, la prophylaxie doit être l'œuvre des médecins eux-mêmes et non des pouvoirs publics. Ces médecins doivent être formés par un stage obligatoire de syphiligraphie.
Il préconise un ensemble de mesures administratives visant à surveiller la prostitution, et à contrôler médicalement l'armée et la marine. Il développe l'idée de dispensaires pour détecter les patients atteints de formes contagieuses, avant leur internement hospitalier.
Il est le dirigeant-fondateur en 1901, de la Société de prophylaxie sanitaire et morale, destinée à lutter contre le « péril vénérien » et bâtie sur les modèles de la lutte contre la tuberculose ou l'alcool. Cette société joue un rôle influent par les liens étroits entretenus avec la Préfecture de police de Paris et la hiérarchie militaire.
Plus qu'un groupe de pression, cette organisation développe une nouvelle attitude bourgeoise sur le sexe. Fournier distingue une « syphilis imméritée » celle des femmes mariées de la bourgeoisie, contaminées par leurs maris volages. Ce sont les femmes du peuple, et celles du « monde galant », qui sont à la source d'une hérédité morbide qui s'introduit dans la lignée des familles bourgeoises ; ces familles étant, selon Corbin, elles-mêmes suivies par des spécialistes parisiens qui se succèdent de père en fils.
En 1946, la France émet un timbre postal de 2 francs à son effigie, avec une surtaxe de 3 francs pour financer la lutte contre les maladies vénériennes.
En 2023, l'Institut Alfred-Fournier inauguré en 1923 et reconnu d'utilité publique en 1934, compte près de 130 collaborateurs répartis sur deux centres de santé parisiens : l'un boulevard Saint Jacques (75014), l'autre rue Pétion (75011). L'institut accueille environ 140 000 personnes en consultations chaque année. Il reste spécialisé dans le dépistage et la prise en charge des IST en constituant un pôle d'excellence en santé sexuelle et infectiologie, élargi aux maladies tropicales et vaccinations,,.

### Autres
Fournier laisse son nom à la gangrène de Fournier, présentée en 1883, même si la maladie avait déjà été décrite en 1764 par un autre médecin du nom de Baurienne.

## Honneurs
- Membre de l'Académie de médecine (1879).
- Commandeur de la Légion d'honneur (1902).

## Éponymie
- Gangrène de Fournier[23]
- Verge noire de Fournier[24]
- Balanite interstitielle et profonde de Fournier[25]
- Signe de Fournier[26]
- Signe de l'omnibus de Fournier[27]
- Tibia de Fournier[28]

## Œuvres et publications

### Principales
- La syphilis du cerveau, G. Masson (Paris), 1879, Texte intégral.
- Traité de la syphilis, Tome 1, J. Rueff (Paris), 1898-1901, lire en ligne sur Gallica.
- Traité de la syphilis, Tome 2, J. Rueff (Paris), 1898-1901, lire en ligne sur Gallica.
- Traité de la syphilis, Tome 3, J. Rueff (Paris), 1898-1901, lire en ligne sur Gallica.
- Prophylaxie de la syphilis, J. Rueff (Paris), 1903, lire en ligne sur Gallica.
- La syphilis héréditaire tardive, avec 31 figures par Alfred Forgeron, Masson (Paris), 1886, lire en ligne sur Gallica.
- Syphilis et mariage : leçons professées à l'hôpital Saint-Louis, Masson (Paris), 1re édition 1880, 2e édition 1890, lire en ligne sur Gallica.

### Autres
- Recherches sur la contagion du chancre, A. Delahaye (Paris), 1857, lire en ligne sur Gallica.
- De la contagion syphilitique, [thèse de médecine de Paris n° 24, 1860], Rignoux (Paris), 1860, Texte intégral.
- Instruction hygiénique et médicale à l'usage du personnel de MM. Vitali, Picard, Charles et Cie (chemins de fer de l'Italie méridionale), Seringe frères (Paris), 1864, lire en ligne sur Gallica.
- Recherches sur l'incubation de la syphilis, A. Delahaye (Paris), 1865, lire en ligne sur Gallica.
- De la syphilide gommeuse du voile du palais : leçon clinique, [Clinique médicale de l'Hôtel-Dieu], impr. de A.-E. Rochette (Paris), 1868, lire en ligne sur Gallica.
- Dégénérescence syphilitique de la glande sublinguale, G. Masson (Paris), 1875, lire en ligne sur Gallica.
- Titres et travaux scientifiques, [Candidature à l'Académie de médecine, section de pathologie médicale], Impr. de E. Martinet (Paris), 1876, Texte intégral.
- De la pseudo-paralysie générale d'origine syphilitique, V.-A. Delahaye (Paris), 1878, lire en ligne sur Gallica.
- Clinique de l'hôpital de Lourcine. Leçons sur la syphilis, étudiée plus particulièrement chez la femme, A. Delahaye et E. Lecrosnier (Paris), 1881, lire en ligne sur Gallica.
- De l'Ataxie locomotrice d'origine syphilitique (tabès spécifique), leçons cliniques professées à l'hôpital Saint-Louis, G. Masson (Paris), 1882, lire en ligne sur Gallica.
- Leçons sur la période praetaxique du tabès d'origine syphilitique, G. Masson (Paris), 1885, lire en ligne sur Gallica.
- La syphilis héréditaire tardive, avec 31 figures par Alfred Forgeron, Masson (Paris), 1886, lire en ligne sur Gallica.
- Tabès d'origine hérédo-syphilitique probable : fracture spontanée, A. Delahaye et E. Lecrosnier (Paris), 1886, lire en ligne sur Gallica.
- Leçons sur la syphilis vaccinale, Lecrosnier et Babé (Paris), 1889, Texte intégral.
- L'hérédité syphilitique : leçons cliniques, recueillies et rédigées par le Dr P. Portalier, G. Masson (Paris), 1891, Texte intégral.
- Les affections parasyphilitiques, Rueff (Paris), 1894, lire en ligne sur Gallica.
- Les chancres extra-génitaux, Fournier Alfred, 1832-1914, et Fournier Edmond, 1864-1938, Rueff (Paris), 1897, Texte intégral.
- Exposé des titres, [Paris, Impr. Chamerot], 1901, Texte intégral.
- Clinique des maladies cutanées et syphilitiques (hôpital Saint-Louis), De l'Abolitionnisme, impr. de J. Gainche (Paris), 1902, lire en ligne sur Gallica.
- Ligue contre la syphilis, Société française de prophylaxie sanitaire et morale, C. Delagrave (Paris), 1904, lire en ligne sur Gallica.
- Danger social de la syphilis, C. Delagrave (Paris), 1905, lire en ligne sur Gallica.
- Pour en guérir, C. Delagrave (Paris), 1907, lire en ligne sur Gallica.
- Traitement de la syphilis, Vigot frères (Paris), 1909, lire en ligne sur Gallica.
- Syphilis secondaire tardive, Vigot frères (Paris), 1911, lire en ligne sur Gallica.

### Traductions
Il est l'auteur de traductions et commentaires :
- Fracastor (Girolamo Fracastoro) (1478 ou 1483 - 1553), La syphilis (1530) - Le mal français (extrait du livre De contagionibus, 1546), A. Delahaye (Paris), 1869, Texte intégral.
- Jacques de Béthencourt (XVIe siècle) : Nouveau Carême de pénitence et purgatoire d'expiation à l'usage des malades affectés du mal français ou mal vénérien... ; suivi d'un Dialogue où le mercure et le gaïac exposent leurs vertus et leurs prétentions rivales à la guérison de ladite maladie... (1527), V. Masson et fils (Paris), 1871, lire en ligne sur Gallica.
- Giovanni de Vigo (1460?-1525) : Le mal français (1514), G. Masson (Paris), 1872, lire en ligne sur Gallica.